# Hospers
Hospers és una població dels Estats Units a l'estat d'Iowa. Segons el cens del 2000 tenia 672 habitants.

## Demografia
Segons el cens del 2000, Hospers tenia 672 habitants, 262 habitatges, i 183 famílies. La densitat de població era de 552 habitants/km².
Dels 262 habitatges en un 31,7% hi vivien nens de menys de 18 anys, en un 64,5% hi vivien parelles casades, en un 3,8% dones solteres, i en un 29,8% no eren unitats familiars. En el 27,5% dels habitatges hi vivien persones soles el 14,5% de les quals corresponia a persones de 65 anys o més que vivien soles. El nombre mitjà de persones vivint en cada habitatge era de 2,56 i el nombre mitjà de persones que vivien en cada família era de 3,14.
Per edats la població es repartia de la següent manera: un 28,6% tenia menys de 18 anys, un 8,2% entre 18 i 24, un 25,1% entre 25 i 44, un 19,5% de 45 a 60 i un 18,6% 65 anys o més.
L'edat mediana era de 37 anys. Per cada 100 dones de 18 o més anys hi havia 90,5 homes.
La renda mediana per habitatge era de 37.083 $ i la renda mediana per família de 39.861 $. Els homes tenien una renda mediana de 31.944 $ mentre que les dones 19.464 $. La renda per capita de la població era de 17.851 $. Entorn del 5,2% de les famílies i el 6,4% de la població estaven per davall del llindar de pobresa.

## Poblacions més properes
El següent diagrama mostra les poblacions més properes.